# Iuliu Falb
Iuliu Falb (ur. 14 grudnia 1942 w Timișoarze, zm. w 2009) – rumuński szermierz, trzykrotny medalista mistrzostw świata.
Podczas mistrzostw świata w Montrealu w 1967 roku Rumuni w składzie: Ion Drîmbă, Mihai Țiu, Tănase Mureșanu, Iuliu Falb i Ștefan Ardeleanu zdobyli złoty medal we florecie drużynowym. W tej samej konkurencji zdobywał brązowe medale na mistrzostwach świata w Hawanie (1969) i mistrzostwach świata w Ankarze (1970).
Na igrzyskach olimpijskich w Tokio w 1964 roku w turnieju drużynowym florecistów był szósty. Następnie wystąpił na igrzyskach olimpijskich w Meksyku w 1968 roku, w tej samej konkurencji zajmując czwarte miejsce. Brał ponadto udział w igrzyskach olimpijskich w Monachium w 1972 roku, drużynowo zajmując siódme miejsce.